# Jules Gervais
Pour les articles homonymes, voir Gervais.
Jules Gervais, né le 28 février 1851 à Paris et mort le 25 février 1933 à Paris, est un homme politique français. Il est le fils de Charles Gervais, fondateur des usines Gervais.

## Biographie
Jules Gervais fait ses études au collège Sainte-Barbe à Paris. Industriel, il est président du conseil d'administration des fromageries Ch. Gervais. Il est maire d'Elbeuf-en-Bray, député de 1889 à 1898, sénateur de 1900 à 1909 et conseiller général de 1889 à 1931.

## Distinctions
- Chevalier de la Légion d'honneur (décret du 30 juillet 1914)[3]. Il est fait chevalier par Henri Robert de Moüy le 22 août 1914.